# Nexta
Nexta es un medio de comunicación bielorruso que se distribuye principalmente a través de los canales de Telegram y YouTube. Se convirtió en el canal de Telegram más grande de Bielorrusia como la principal fuente de noticias que cubren los eventos que siguieron a las protestas bielorrusas en 2020-2021. El canal Telegram presenta principalmente videos cortos e imágenes enviadas por usuarios tomadas durante los mítines, mientras que videos originales más largos se comparten en YouTube. Nexta fue fundada por Stepan Putilo. La sede del canal se encuentra en Varsovia, Polonia, después de que sus fundadores se exiliaran.
En octubre de 2020, el canal Nexta y su logotipo fueron declarados materiales extremistas en Bielorrusia. En octubre de 2021, el Ministerio del Interior de Bielorrusia reconoció los canales de Telegram de Nexta como una organización extremista. La creación de tal formación o la participación en ella actualmente es un delito penal en Bielorrusia.
El  23 de mayo de 2021, el ex editor en jefe de Nexta Román Protasévich fue detenido, junto a su compañera la rusa Sofía Sapega, en el aeropuerto de Minsk tras hacer que el avión en que viajaba desde Atenas a Vilna sobrevolando el espacio aéreo bielorruso, aterrizara de emergencia por un aviso de bomba, según informaron las autoridades bielorrusas. El hecho fue condenado por varios países entre los que se encontraban los EE. UU. y la Unión Europea e incluso impusieron sanciones de diferente tipo contra Bielorrusia califiacando el hecho como un «secuestro de Estado».
El 8 de abril de 2022, el Tribunal Supremo de Bielorrusia reconoció a los canales Nexta, Nexta Live y Luxta como “organización terrorista” y prohibió sus actividades en el país.
El 3 de mayo de 2023, el Tribunal Regional de Minsk condenó a Protasévich a 8 años de prisión y a Putilo y Yan Rudik en ausencia a 20 y 19 años de prisión, respectivamente, pero Protasévich pronto fue indultado por Lukashenko.